# ゆめタウン佐賀

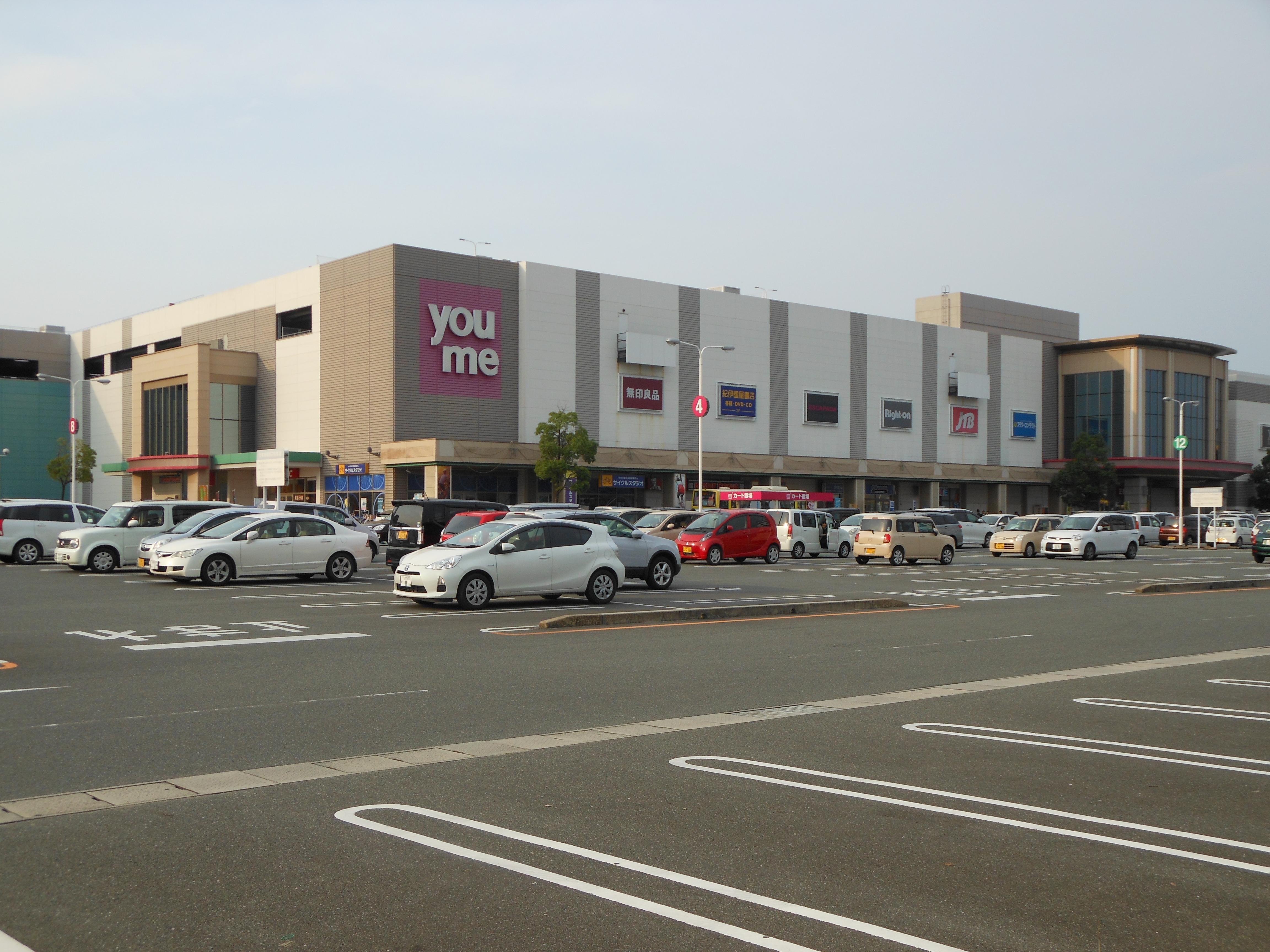
増床前の2015年撮影。左端の部分が増床対象となった。

ゆめタウン佐賀（ゆめタウンさが）は、佐賀県佐賀市兵庫北に立地するイズミのショッピングセンターである。
2005年（平成17年）11月に着工し、2006年（平成18年）12月に開業した。約180の専門店が出店し店舗面積は49,251㎡、駐車場は臨時駐車場を含めると約6,000台の自家用自動車を収容できる。
施設は、近年開業の他のショッピングモールと同様に両端に集客力の強い大型テナントを配置し、その間を専門店の連なる通路により結ぶ構造となっているが、イオンモールなどと異なり両端に専門店を配置し、中核となる総合スーパーを店舗中央南部の正面入口側に配置している（3核1モール型といえる）。
2016年（平成28年）3月に約9,000㎡を増床着工し、同年の11月に開業した。佐賀県内では初めての雑貨店ロフトなどがオープンした。また、この増床によりゆめタウン廿日市を上回り、イズミ最大の店舗となる。

## 主要テナント
出店テナントの詳細は公式サイト「ショップガイド」を参照。太字は、施設の両端にある規模の大きなテナントである。
- 紀伊国屋書店
- スーパースポーツ ゼビオ
- トイザらス
- ニトリ
- ベスト電器
- ユニクロ
- ジーユー
- 無印良品
- LOFT
- アカチャンホンポ
- ザ・ダイソー

## 交通アクセス
- 佐賀駅バスセンター1番乗り場から市営バスゆめタウン佐賀行きで約15分。

## テレビ番組
- 日経スペシャル ガイアの夜明け 巨大ショッピングモール新時代（2006年12月19日、テレビ東京）[3]。- 新たな店舗開発の現場を取材。